# Доннерскірхен
Доннерскірхен (нім. Donnerskirchen) — ярмаркова громада в політичному окрузі Айзенштадт-Умгебунг федеральної землі Бургенланд, в Австрії.
Доннерскірхен лежить на висоті  193 м над рівнем моря і займає площу  33,92 км². Громада налічує 1732 осіб. 
Густота населення 51,06 осіб/км².
|                                        |
| Доннерскірхен на мапі округу та землі. |

Бургомістом громади є Йоганнес Мецголітс.
Адреса управління громади: Hauptstraße 29, 7082 Donnerskirchen.

## Демографія
Історична динаміка населення міста за даними сайту Statistik Austria

## Виноски
- Офіційна сторінка [Архівовано 20 квітня 2022 у Wayback Machine.](нім.)